# 波美拉尼亞省 (1653年—1815年)

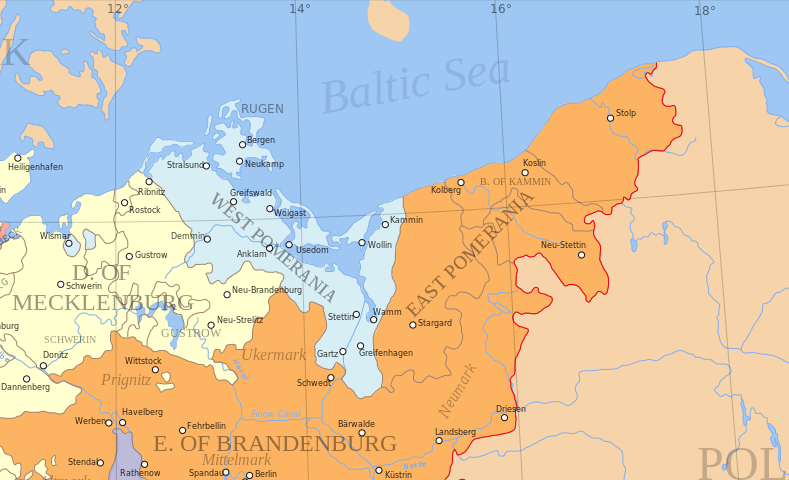
1653–1815年的波美拉尼亞省範圍為包含圖示東部地區（橙色）

波美拉尼亞省（德語：Pommern）是勃蘭登堡-普魯士和後來普魯士王國的一個省。三十年戰爭後，該省由遠波美拉尼亞組成。瑞典的勢力衰微後，佩訥河以南的勞恩堡和比托、德拉海姆和瑞典波美拉尼亞併入該省。該省由1815年維也納會議後成立的波美拉尼亞省繼承。
波美拉尼亞這個名字來自斯拉夫語po more，意思是“海邊的土地”。